# Église Saint-Mary de Colamine
L’église Saint-Mary de Colamine est l'élément principal du patrimoine de Vodable, commune française située en Auvergne. Elle a été inscrite à l'inventaire des monuments historiques par arrêté du 20 août 1956.

## Architecture
Isolée au milieu des champs au lieu-dit de Colamine-sous-Vodable, la petite église romane du XIe siècle est de facture rustique.
Elle se compose d'une nef accompagnée d'un bas-côté sud incomplet ; d'un transept ; d'un clocher se dressant au-dessus de la croisée du transept ; d'une abside à pans coupés dont le toit épouse la forme d'un hémicycle ; et d'une chapelle orientée au nord. Les toitures, sans charpente, sont couvertes de lauzes. Le transept montre à l'intérieur une disposition particulière ; il est recouvert d'un dôme reposant sur de petites arcades en trompe, prenant appui sur des tablettes à tranche décorée de damiers. Ces tablettes reposent quant à elles sur des modillons agrémentés de décors géométriques, de feuillages ou de têtes humaines. Les doubleaux retombent sur les chapiteaux sculptés en feuillages des colonnes disposées aux angles,.

## Intérieur
L'église abrite cinq statues classées monuments historiques au titre objet, dont quatre sont médiévales.

## Pour approfondir
- Vodable
- « Une église romane au cœur de l'Auvergne », sur colamine-sous-vodable.com (consulté le 5 octobre 2024)
- Liste des monuments historiques du Puy-de-Dôme